# Defibrilacija
Defibrilacija je primjena blagih i kontroliranih elektro-šokova na predjelu grudi ili direktno na srcu kako bi se reaktivirao ili normalizirao njegov rad. Primjenjuju se udari istosmjerne električne struje putem defibrilatora.
Defibrilacija se primjenjuje za liječenje malignih, zloćudnih poremećaja srčanog ritma kao što su ventrikularna fibrilacija (VF) i ventrikularna tahikardija (VT) bez pulsa.
Defibrilacija se izvodi pomoću defibrilatora. Postoje dvije vrste ovakvih uređaja:
- automatski vanjski defibrilator (AVD ili AED, eng.), koji mogu koristiti i laici, jer sam procjenjuje srčani ritam, ali ne defibrilira automatski već to čini spašavatelj;[1]
- ručni vanjski defibrilator kakvim se koristi stručno medicinsko osoblje.

Kompetencije za uporabu ručnog (manualnog) defibrilatora imaju isključivo liječnici.
Za uporabu automatskog vanjskog defibrilatora poželjna je stručna edukacija (tečaj), međutim manjak iste nije prepreka za njegovu uporabu jer je svaki AVD uređaj opremljen govornim i vizualnim sučeljem koje navodi korisnika u reanimacijskom protokolu.

## Poveznice
- Kardiopulmonalna reanimacija

## Vanjske poveznice
- www.anestezija.org